# Champagne (telenovela)
Champagne é uma telenovela brasileira produzida e exibida pela TV Globo de 24 de outubro de 1983 a 4 de maio de 1984, em 167 capítulos. Substituiu Louco Amor e foi substituída por Partido Alto, sendo a 31ª "novela das oito" exibida pela emissora.
Escrita por Cassiano Gabus Mendes com a colaboração de Luciano Ramos e Rosana Hermann, foi dirigida por Paulo Ubiratan, Wolf Maya e Mário Márcio Bandarra, com direção geral de Paulo Ubiratan.
Contou com Tony Ramos, Antônio Fagundes, Lúcia Veríssimo, Irene Ravache, Carla Camurati, Cássio Gabus Mendes, Jorge Dória e Marieta Severo nos papéis principais.

## Enredo
Em 1970, em uma cintilante festa de passagem de ano da aristocracia, a jovem copeira Zaíra é misteriosamente assassinada. Treze anos se passam e o principal acusado, o humilde garçom Gastão, que era colega da vítima, tenta provar sua inocência, ajudado por seu filho, Nil, envolvendo-se na vida de todos aqueles que também estavam na festa. Conta também a história de uma ardilosa dupla de ladrões de joias, a sofisticada Antônia Regina e João Maria, este um advogado criminalista membro da aristocracia decadente, o qual abraça a causa do pai de Nil.

## Elenco
| Interprete               | Personagem                                |
| ------------------------ | ----------------------------------------- |
| Tony Ramos               | Nilson Félix Cintra (Nil)                 |
| Antônio Fagundes         | João Maria de Andrade Galvão              |
| Irene Ravache            | Antônia Regina Toledo                     |
| Lúcia Veríssimo          | Eliana El Adib (Eli)                      |
| Jorge Dória              | José Esquivel Brandão (Zé Brandão)        |
| Marieta Severo           | Dinah Mercadante Brandão                  |
| Mauro Mendonça           | Jurandir Pereira Martins                  |
| Nuno Leal Maia           | Renan                                     |
| Armando Bógus            | Farid El Adib                             |
| Cássio Gabus Mendes      | Gregório Mercadante Brandão (Greg)        |
| Carla Camurati           | Bárbara Toledo                            |
| Cláudia Magno            | Mariah Campelo                            |
| Ilka Soares              | Tereza Martins                            |
| Cláudio Corrêa e Castro  | Ralph Campelo                             |
| Irving São Paulo         | José Rodolfo Pereira Martins (Zé Rodolfo) |
| Isabel Ribeiro           | Gilda Campelo                             |
| Louise Cardoso           | Anita Campelo                             |
| Maria Isabel de Lizandra | Verônica                                  |
| Cecil Thiré              | Lúcio                                     |
| Mila Moreira             | Fernanda                                  |
| Luís Carlos Arutim       | Camilo                                    |
| Beatriz Segall           | Eunice                                    |
| Sebastião Vasconcelos    | Gastão Félix Cintra                       |
| Eloísa Mafalda           | Adélia Cintra                             |
| Solange Theodoro         | Marli                                     |
| Ísis de Oliveira         | Simone                                    |
| Maria Helena Dias        | Olívia                                    |
| Dionísio Azevedo         | João Carlos Mercadante (Juca)             |
| Lídia Mattos             | Carlota Martins                           |
| Monah Delacy             | Inês Toledo                               |
| Henriqueta Brieba        | Luísa de Andrade Galvão (Dona Luisinha)   |
| Magalhães Graça          | Napoleão                                  |
| Marcos Mello             | Tadeu Campelo                             |
| Priscilla Rozenbaum      | Cíntia Pereira Martins                    |
| Gabriela Bicalho         | Norma Toledo (Norminha)                   |

### Elenco de apoio
- Carlos Zara - Frederico Sherman (pretendente de Antônia no final) / anfitrião da festa do primeiro capítulo[2]
- Chaguinha
- Cidinha Milan - Zenilda
- Cininha de Paula
- Daniel Filho - Mr. Morgan
- Eva Wilma - Anfitriã da festa do primeiro capítulo
- Francisco Milani - Participante da festa
- Marcus Vinicíus
- Nilton Barros
- Osmar Prado - Participante da festa
- Roberto Bomfim - Amigo de Ralph
- Rosely Mansur
- Stela Freitas - Amiga de Zaira
- Suzane Carvalho - Zaíra

## Música

### Nacional
1. "Raio X" – Rita Lee[1]
2. "A Linha e o Linho" – Gilberto Gil[1] (tema de Verônica)
3. "Aconteceu Você" – Fafá de Belém[1] (tema de Greg e Mariah)
4. "Como a Brisa" – Bruno
5. "Bons Tempos" – Mariana
6. "Dor Romântica" – Wando[1]
7. "Casanova" – Ritchie[1] (tema de abertura)
8. "Mulher da Vida" – Simone[1] (tema de Dina)
9. "Mais Uma Chance" – Edinho Santa Cruz
10. "Doce Presença" – Nana Caymmi[1] (tema de Antônia e João Maria)
11. "Saia Rodada" – Olívia Hime (tema de Marli)
12. "Quem Me Dera" – Gilliard (tema de Nil)
13. "Que Trabalho é Esse" – Paulinho da Viola[1] (tema de Farid)
14. "Samba de Verão" – Marcos Valle

### Internacional
1. "Gimme The Good News" – Crocodile Harris (tema de Renan)
2. "All Night Long" – Lionel Richie[1] (tema de Greg)
3. "You And I" – Kenny Rogers & Barry Gibb (tema de Nil e Eli)
4. "I Am What I Am" – Gloria Gaynor (tema de Anita)
5. "Just My Imagination" – Lillo Thomas (tema de Antônia e João Maria)
6. "Just Can't Help Believing" – Boystown Gang (tema de locação)
7. "My Lady" – James Othis White Jr. (tema de locação)
8. "As Time Goes By" – Willie Nelson[1] e Julio Iglesias[1] (tema de Tereza)
9. "Heart And Soul" – Huey Lewis (tema de locação)
10. "Is This the End?" – New Edition (tema de Greg e Mariah)
11. "Sunshine Reggae" – Laid Back (tema de locação)
12. "Sorry" – The Sixties (tema de Zé Rodolfo)
13. "Making Love Out of Nothing at All" – Air Supply (tema de Ronaldo e Verônica)
14. "Champagne" – Manolo Otero[1] (tema geral)

## Bastidores
Cassiano Gabus Mendes, tradicional autor das 19 horas foi escalado para as 20 horas por conta da transferência de Janete Clair para o horário das 22 horas. A autora, já debilitada por um câncer, escreveu Eu Prometo, com a colaboração de Gloria Perez.
Em fevereiro de 1984, a TV Globo não transmitiu os desfiles do carnaval do Rio de Janeiro, ano da inauguração do Sambódromo da Marquês de Sapucaí, alegando uma série de fatores. Os direitos da transmissão ficaram com a Rede Manchete, com isso "Champagne" perdeu a audiência e a emissora dos Marinho nunca mais deixou de transmitir os desfiles.

Após Champagne, Cassiano retornou ao horário das 19h, onde escreveu Ti Ti Ti em 1985, Brega e Chique em 1987 e Que Rei Sou Eu? em 1989. O autor só voltou ao horário das 20h em 1990 com Meu Bem Meu Mal.